# Grand Hotel Tremezzo
El Grand Hotel Tremezzo es un histórico hotel de lujo ubicado en las orillas del lago Como en Italia.

## Historia
El hotel fue construido por encargo de Enea Gandola en terrenos que anteriormente pertenecían a la Villa Poncetta. Gandola, quien era de la cercana localidad de Bellagio, compró el terreno en 1907 con el propósito de construir un nuevo hotel de lujo para satisfacer el creciente desarrollo turístico de Tremezzo. Las obras de construcción comenzaron en 1908 y se completaron en 1910.

## Descripción
El edificio, situado en el pueblo de Tremezzo, presenta un estilo Art Nouveau.

## Enlaces externons
- Esta obra contiene una traducción  derivada de «Grand Hotel Tremezzo» de Wikipedia en inglés, publicada por sus editores bajo la Licencia de documentación libre de GNU y la Licencia Creative Commons Atribución-CompartirIgual 4.0 Internacional.
- Wikimedia Commons alberga una categoría multimedia sobre Grand Hotel Tremezzo.

- Datos: Q56604041
- Multimedia: Grand Hotel Tremezzo / Q56604041